# César al millor productor
El César al millor productor va ser un premi que va atorgar l'Acadèmia d'Arts i Tècniques Cinematogràfiques de França. El premi va ser entregat durant 2 anys seguits, el 1996 i el 1997.
A partir del 2008, l'Acadèmie fa entrega del Premi Daniel Toscan du Plantier al productor més destacat de l'any anterior.

## Palmarès
- Font: Pàgina oficial del premi.

### Dècada del 1990
| Any                  | Productor                                                     | Pel·lícula | Pais |
| -------------------- | ------------------------------------------------------------- | ---------- | ---- |
| 1996                 |                                                               |            |      |
| Christophe Rossignon | La Haine                                                      | França     |      |
| Claude Berri         | Gazon maudit                                                  | França     |      |
| René Cleitman        | Le Hussard sur le toit                                        | França     |      |
| Charles Gassot       | Le bonheur est dans le pré                                    | França     |      |
| Alain Terzian        | Els àngels de la guarda                                       | França     |      |
| 1997                 |                                                               |            |      |
| Jacques Perrin       | Microcosmos : Le Peuple de l'herbe                            | França     |      |
| Charles Gassot       | Beaumarchais, l'insolent, À toute vitesse i Un air de famille | França     |      |
| Alain Sarde          | Les Voleurs, La Belle Verte i Capità Conan                    | França     |      |
| Humbert Balsan       | Y aura-t-il de la neige à Noël ?                              | França     |      |